# 한국육묘산업연합회
한국육묘산업연합회는 육묘산업의 발전을 위한 조사연구, 기술발전을 위한 기술교육사업, 정보교류 등 부대사업 목적으로 2005년 10월 6일 설립된 사단법인이다. 사무실은 대전광역시 유성구 3봉명동 528-8번지, 동아벤쳐타워 622호에 있다.

## 주요 사업
- 수출 및 내수 공급을 위한 국내외 홍보
- 판로 확대 및 신규시장 개척을 위한 해외시장조사
- 신기술 개발 및 품질향상 수급조절을 위한 회원교육